# さよりめし
さよりめしとは、岐阜県中濃地方、東濃地方に伝わる郷土料理の一つである。
ここでのさよりはサヨリではなくサンマのことである。中濃地方（可児郡御嵩町、可児市、美濃加茂市）、東濃地方（恵那市東野）などでは細長い体の魚を「さより」と呼んでいたためである。岐阜県内でも美濃市や飛騨地方などでは「さんまご飯」「さんまめし」と呼ぶ。
さより飯、サヨリ飯、サヨリめしとも称す。

## 概要
- 岐阜県中濃地方、東濃地方は山間部であり、かつては新鮮な海の魚の入手が困難であり、行商人から保存がきく塩漬けや干物の魚を入手するしかなかった。この塩漬けしたサンマは貴重なものであり、秋の収穫、祝の日、えべす講、山の講（山の神の講）など特別な日しか食することがなかった[9][10][11]。この塩漬けしたサンマを使用した炊き込みご飯がさよりめしである。さよりめしも秋の収穫[5][7]や、祝い事があった日[5]など、特別な日に振舞われた。
- 1939年（昭和14年）には、宮内省の全国郷土料理調査において日本の代表的な郷土料理として、島根県の「うずめめし」、東京都深川の「深川めし」、埼玉県小川町の「忠七めし」、大阪府難波地方の「かやくめし」とともに、「日本五大名飯」のひとつに選定された[12][7][5]。
- 可児市の一部の地域（旧・広見町伊川）では、輪切りにしたサンマの形が印籠に似ていることから「インロウメシ」と呼ばれていた[3]。
- 冷蔵技術、流通の発達により新鮮なサンマが入手できるようになったこと、サンマの細かい骨を取り除く必要があり手間がかかること[7]などにより、徐々に家庭では作られなくなった。道の駅可児ッテでは2010年（平成22年）開駅時から販売をしていが、現在は提供していない[6]。2022年（令和4年）東濃実業高校商品開発コースの生徒により「サヨリ飯復活プロジェクト」が立ち上げられ[7]、鵜舞屋（岐阜市の鮎加工品、佃煮惣菜の製造会社）とコラボレーションし、缶詰の炊き込みご飯の素が製造された[6][8]。

## 調理法
主な材料はサンマ、白米である。地域によってはショウガ、サトイモ、サンショウ、ゴボウなども使用する。調味料は、酒、しょう油、塩などを使用する。サンマは余すことなく使用され、サンマは輪切りやぶつ切りにし、骨、内臓も味付けのためそのまま使用する（予め、頭、尾、内臓を取り除いたサンマを使用する地域もある）。
調理法は地域によって異なる。ご飯が炊き上がる寸前に輪切りしたサンマと塩を入れ、蒸らしてからご飯とかき混ぜる調理法。水につけた白米に調味料を加え、その上にサンマ（塩漬けまたは生）を置いて炊き、炊き上がった後にサンマの頭、骨、内臓を取り除いて身をほぐしかき混ぜる調理法。水につけた白米に調味料を加え、その上に焼いたサンマを置いて炊き、炊き上がった後にサンマの頭、骨、内臓を取り除いて身をほぐしかき混ぜる調理法などがある。
東濃実業高校商品開発コースの生徒による「サヨリ飯復活プロジェクト」で開発された缶詰では、具材としてサンマ以外に、ゴボウ、ショウガ、ニンジン、シイタケ、油揚げ、ゴマなどが加えられている。